# خسان

نجوم حول القطب الشمالي وهي تدور حول نجم الشمال (نجم الجدي)، ويلاحظ أن نجم الجدي Polaris يكاد لا يتحرك. ويمكن لذلك رؤية النجم القطبي في جميع فصول السنة. وتبين الصورة تغير موقع النجوم خلال دورة 24 ساعة، والكوكبتان الموصلتان بخطوط زرقاء هما كوكبة ذات الكرسي وشكلها مثل حرف W وكوكبة الدب الأكبر وبأي منهما يمكن معرفة النجم القطبي

الخُسَّان، أو النجوم أبدية الظهور كما سماها البيروني، هما اسمان يطلقان على النجوم القريبة من محور دوران السماء بالنسبة للأرض الذي يتوسطه النجم القطبي. وهي تظهر بشكل دائم بسبب توسطها في سماء الأرض الشمالية وعدم اختفائها في أي وقت تحت الأفق. على رأسها نجم الشمال الحالي «نجم الجدي». وتوجد حول الجدي بضعة نجوم أخرى تظهر غالبا بشكل دائم مثله، كما توجد حوله خمس كوكبات رئيسية ينطبق عليها هذا الوصف في نصف الكرة الشمالي وتساعد تلك الكوكبات على معرفة موقع نجم الجدي، وهي:
1. الدب الأصغر.
2. الدب الأكبر.
3. التنين.
4. ذات الكرسي.
5. الزرافة.

وتعتمد تلك الظاهرة أساساً على عاملين هما خط عرض الراصد ودرجة ميل الجرم السماوي بحيث لابد من أن يكون ميل الجرم السماوي أكبر أو يساوي تماما عرض الراصد (90 - العرض)، فإذا تحقق ذلك يكون النجم أبدي الظهور بالنسبة لهذا العرض.

## اقرأ أيضا
- إيتا الجؤجؤ
- كوكبات قطبية
- سماء الربيع